# Курка на вулиці
«Куриця на вулиці» — радянський мальований мультфільм для дітей, який створив режисер Пантелеймон Сазонов на студії «Союзмультфільм» у 1938 році.

## Сюжет
Ця історія про те, як потрібно і як не можна поводитися на вулиці. А також, як важливо дотримуватись правил дорожнього руху. Не лише водіям, а й пішоходам.

## Цікаві факти
- «Куриця на вулиці» — перший мультфільм «Союзмультфільму» на тему ПДР.
- Фільм перебуває у суспільному надбанні, тому що був випущений понад 70 років тому.

## Перевидання
- DVD — Збірник мультфільмів «Царство казки» («Союзмультфільм»).[1]